# Dwór w Kałkach
Dwór w Kałkach – klasycystyczny dwór z przełomu XVIII i XIX wieku, który położony jest ok. 3 km od Brzeźnicy (niedaleko od granicy z obwodem królewieckim), w powiecie kętrzyńskim, w gminie Srokowo (województwo warmińsko-mazurskie).
Dobrze zachowany układ założenia na regularnym planie. Wzdłuż głównej drogi dojazdowej znajdują się domy mieszkalne dawnych pracowników. Dobrze zachowane zabudowania gospodarcze. W pobliżu znajduje się most na kanale mazurskim.
Do II wojny światowej właścicielami majątku była rodzina Totenhoefer-Sechserben. Miał on powierzchnię 1000 ha i hodowano tam konie sportowe. Po wojnie majątek przejął PGR.